# Leonardo Rodríguez
Leonardo Adrian Rodríguez Iacobitti (født 27. august 1966 i Buenos Aires, Argentina) er en tidligere argentinsk fodboldspiller (midtbanespiller), og dobbelt Copa América-vinder med Argentinas landshold.
Han spillede i hjemlandet hos adskillige af landets storklubber, Lanús, Vélez Sársfield, Argentinos Juniors og San Lorenzo de Almagro. Han var desuden udlandsprofessionel hos blandt andet Borussia Dortmund i Tyskland og chilenske Universidad.
Rodríguez spillede desuden mellem 1991 og 1994 28 kampe og scorede to mål for det argentinske landshold. På trods af den korte landsholdskarriere, blev perioden særdeles succesfuld. Han var med til at vinde Copa América i både 1991 og 1993, og var også på holdet da landet vandt Confederations Cup 1992. Her var han blandt målscorerne i argentinernes finalesejr over værterne fra Saudi-Arabien. Endelig deltog han også ved VM i 1994 i USA, hvor argentinerne røg ud i 1/8-finalen.